# Арчединская
Арчеди́нская — станица, административный центр Арчединской сельской территории муниципального округа «город Михайловка» Волгоградской области.
Арчединская находится юго-западнее города Михайловка. Расстояние по дорогам до него составляет около 25 км.
Население составляет 1142 (2021) человека.

## Физико-географическая характеристика

### Географическое положение
Станица находится в лесостепи, в пределах Приволжской возвышенности, являющейся частью Восточно-Европейской равнины, на правом, высоком, берегу реки Медведицы (при устье реки Княжня), в 3 км ниже устья реки Арчеды. Высота центра населённого пункта около 70 метров над уровнем моря. В районе станицы берега Медведицы крытые, изрезаны балками и оврагами. Высота близлежащих холмов достигает 150 и более метров над уровнем моря. На противоположном, пологом, берегу Медведицы — пойменный лес.
Почвы — чернозёмы южные, в пойме Медведицы — пойменные слабокислые и нейтральные почвы.
Через станицу проходит автодорога, связывающая города Серафимович и Михайловка. В районе станицы имеется мост через Медведицу. По автомобильным дорогам расстояние до районного центра города Михайловка — 27 км, до областного центра города Волгоград — 210 км.
Арчединская, как и вся Волгоградская область, находится в часовой зоне МСК (московское время). Смещение применяемого времени относительно UTC составляет +3:00.

### Климат
Климат умеренный континентальный (согласно классификации климатов Кёппена — Dfa). Годовая норма осадков — 410 мм. Наибольшее количество осадков выпадает в июне и июле — 51 мм, наименьшее в августе — 31 мм. Среднегодовая температура положительная и составляет + 7,4 °С, средняя температура самого холодного месяца января −6,2 °С, самого жаркого месяца июля +23,9 °С.
| Показатель                                       | Янв. | Фев. | Март | Апр. | Май  | Июнь | Июль | Авг. | Сен. | Окт. | Нояб. | Дек. |
| ------------------------------------------------ | ---- | ---- | ---- | ---- | ---- | ---- | ---- | ---- | ---- | ---- | ----- | ---- |
| Средний суточный максимум, °C                    | −3,8 | −2,8 | 4,1  | 14,4 | 21,7 | 26   | 28,7 | 28,4 | 21   | 12,1 | 3,7   | −1,3 |
| Средняя температура, °C                          | −6,2 | −5,7 | 0,2  | 9,4  | 16,6 | 21,1 | 23,9 | 23,2 | 16,2 | 8,4  | 1,2   | −3,3 |
| Средний суточный минимум, °C                     | −9   | −9   | −4,2 | 3,6  | 10,6 | 15,1 | 18,1 | 17,3 | 11,3 | 4,7  | −1,4  | −5,7 |
| Норма осадков, мм                                | 47   | 38   | 42   | 41   | 46   | 51   | 51   | 31   | 49   | 43   | 41    | 48   |
| Средняя влажность, %                             | 84%  | 83%  | 76%  | 63%  | 54%  | 52%  | 49%  | 46%  | 55%  | 68%  | 80%   | 82%  |
| Источник: «Climate Data» актуально на 01.01.2021 |      |      |      |      |      |      |      |      |      |      |       |      |

## История

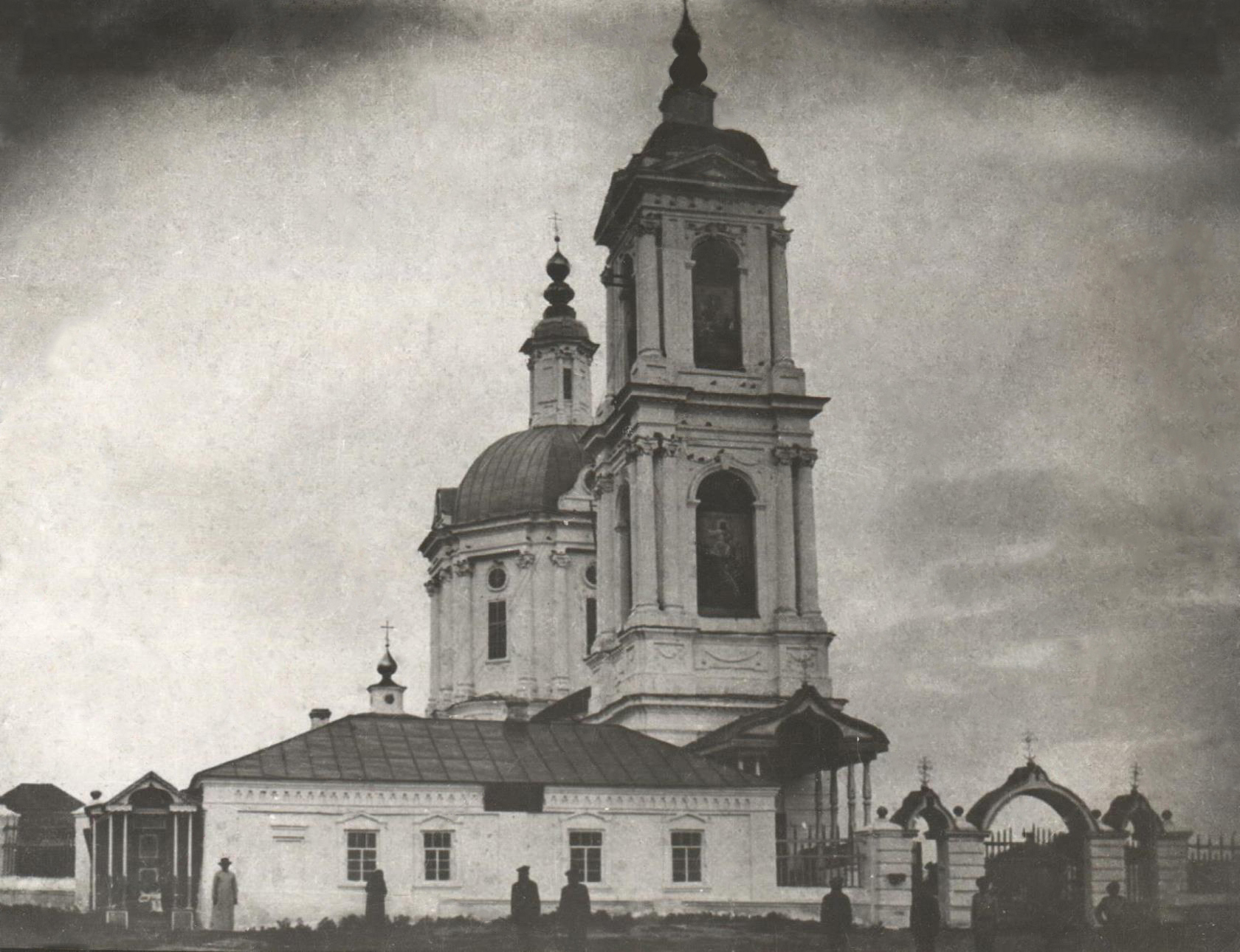
Церковь, разрушенная в 1942 году.

### XVII - начало XX вв.
Об Арчадинском городке как уже существовавшем упоминается в 1638 году в связи с возвращением донского атамана Никиты Богатого и казака Тимофея Карагача из Азова «в свой казачий юрт на речку Орчеду».
По данным описи 1768 года, станица Арчадинская (в то время название писалось через «а») включала 36 хуторов, в которых насчитывалось 587 деревянных домов, пять ветряных мельниц и одна каменная церковь — Успенская.
В 1796 году в станице прошла первая ярмарка. К 1835 году здесь ежегодно проводилось уже три ярмарки: Сретенская (1–3 февраля), Петропавловская (29 июня — 1 июля) и Успенская (15–21 августа).
По данным переписи 1859 года, в станице проживало 1402 мужчины и 1467 женщин. При этом станица неоднократно страдала от бедствий. В 1844 году пожар уничтожил 40 дворов, а в 1852 году — 160 дворов. В 1831 и 1848 годах в Арчадинской фиксировались вспышки холеры, унёсшие жизни около 700 человек.
Образование в станице начало развиваться в XIX веке. В 1843 году была открыта первая церковная школа, которая в 1861 году была преобразована в приходское одноклассное училище. Позднее открылось женское училище 3-го разряда.
В 1870 году к станице Арчадинской о относилось 18 хуторов, среди которых Лёвин, Ильменский, Гуров, Раковский, Мироничев, Черёмухов, Сухов-1, Сухов-2, Абрамов, Андрюнин, Безыменский, Калинкин, Фетисов, Никуличев, Посельский, Кундрюченский, Маерин, Пимкин и Дворики. К 1916 году число подчинённых хуторов сократилось до 13.
К 1900 году в станице насчитывалось 60 торговых лавок с годовым оборотом в полмиллиона рублей. От станицы расходились три торговых тракта, а почтовый тракт связывал её с другими станицами, расположенными вверх и вниз по течению реки Медведицы.

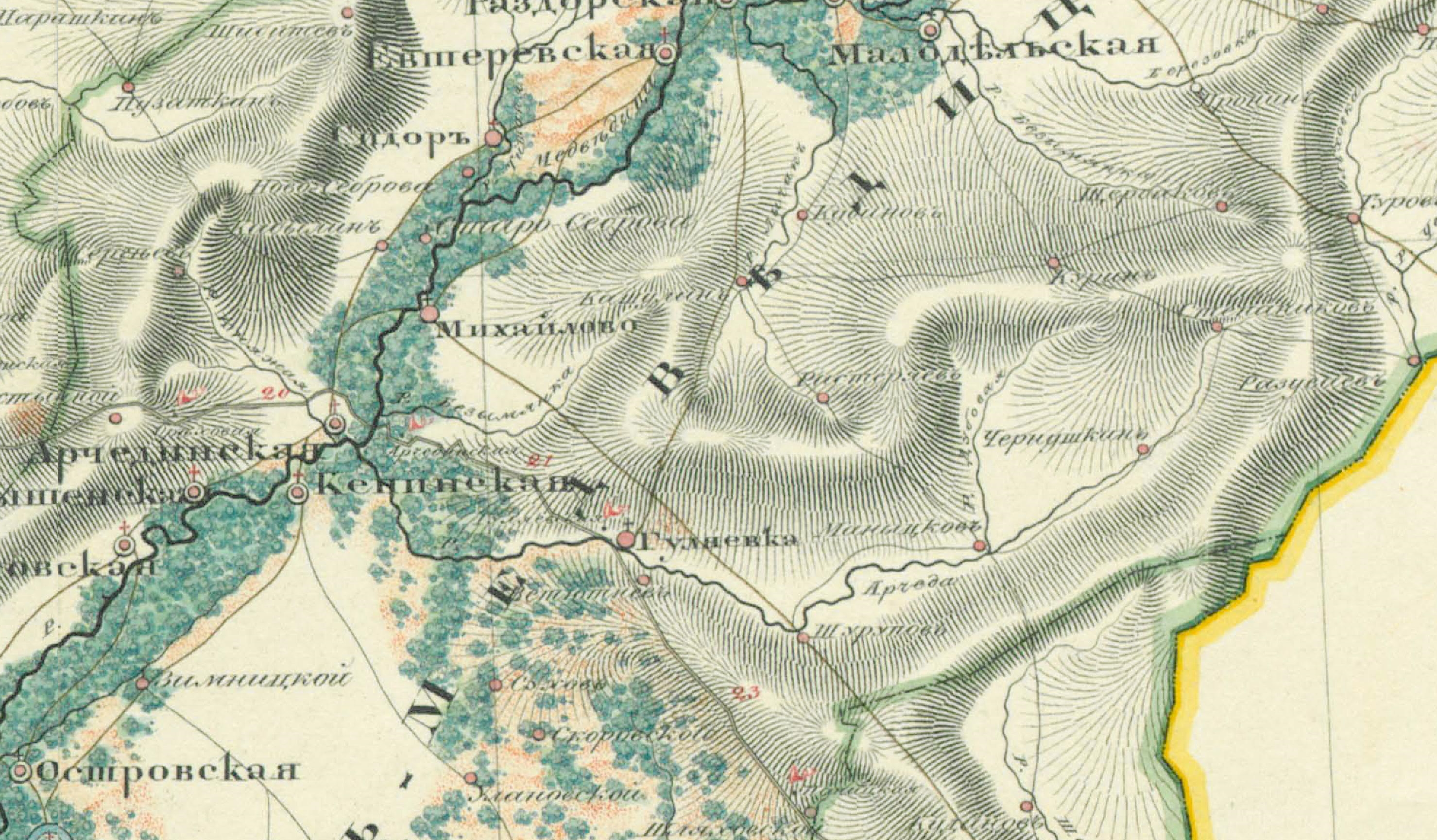
Станица Арчединская на подробной карте земли Войска Донского 1833 года

Согласно «Алфавитному списку населённых мест Области Войска Донского» 1915 года, в станице действовали станичное правление, ссудо-сберегательная касса, церковь, высшее начальное училище, два министерских училища, церковно-приходская школа и паровая мельница. Население составляло 1565 мужчин и 1546 женщин, а земельный надел станицы равнялся 10 412 десятинам.

### Гражданская война
Гражданская война в России включала множество локальных конфликтов, одним из которых стало восстание казаков на Дону против советской власти. В конце апреля 1918 года жители станицы Арчединской присоединились к антисоветскому восстанию, охватившему казачьи станицы региона. Поводом для выступления стало противостояние белых казаков и представителей советской власти. В центре конфликта оказались два казачьих старшины, представлявших противоположные лагеря. Алексей Голубинцев возглавил антисоветское восстание, опираясь на поддержку зажиточных казаков. Его противником выступил Фёдор Миронов, представлявший интересы Донской советской республики и находивший поддержку среди казаков-бедняков и неказачьего населения.
На начальном этапе противостояние выражалось в агитации и попытках политического урегулирования, однако вскоре конфликт перешёл в фазу активных боевых действий. До июля 1918 года основные столкновения происходили между хуторами и станицами, расположенными в районе между станицей Усть-Медведицкой и слободой Михайловка. Станица Арчединская в ходе боёв неоднократно переходила из рук в руки.
Кульминацией конфликта в данном регионе стало приближение к Усть-Медведицкой сил Белой армии под командованием А. И. Деникина. После этого белые смогли закрепить своё преимущество, установив контроль над станицей Арчединской и удерживая его до конца 1919 года.

### СССР
После окончания Гражданской войны в станице Арчединской была установлена советская власть. Традиционная станичная администрация была упразднена и заменена Арчадинским сельским советом. В 1929 году был организован первый колхоз, что стало началом процесса коллективизации в регионе.
В период Великой Отечественной войны, летом 1942 года, немецкие войска заняли город Серафимович (бывшую станицу Усть-Медведицкую), приблизив линию фронта к станице Арчединской на расстояние около 60 км. Станица оказалась в прифронтовой зоне, и на её территории были размещены части 21-й армии под командованием генерала А.И. Данилова. В 1942 году по решению председателя сельсовета была взорвана Успенская церковь в станице Арчединской. Официально причиной данного акта называлась необходимость устранить ориентир, который мог использоваться немецкой авиацией для нанесения бомбовых ударов. Однако, как отмечают источники, после разрушения храма интенсивность авиаударов со стороны противника не снизилась, а, напротив, увеличилась.
После войны, в 1949 году, в станице был создан колхоз имени Ворошилова, который просуществовал до 1957 года. Затем был организован колхоз имени Калинина, ставший одним из крупнейших сельскохозяйственных предприятий области. Колхоз отличался высокими урожаями зерновых культур, достигающими 25 и более центнеров с гектара. Для сравнения, до революции в Усть-Медведицком округе урожайность зерновых составляла около 6 четвертей с десятины, что эквивалентно примерно 8 центнерам с гектара.
Значительное развитие получило и молочное животноводство. В 1975 году в станице был построен животноводческий комплекс на 640 коров, оснащённый доильной установкой «Тандем», обслуживаемой четырьмя операторами.
На средства колхоза в станице были построены важные социальные объекты: двухэтажная школа, Дом культуры с зрительным и спортивным залами, библиотека, детский сад, а также двухэтажная участковая больница. В советский период в Арчединской были проведены работы по электрификации, радиофикации и газификации, а также проложен водопровод.
Через станицу была проложена дорога с твёрдым покрытием, связывающая Михайловку и Серафимович, а также построен новый мост через Медведицу, что значительно улучшило транспортную доступность региона.

### Россия
Администрация Арчединского сельсовета была создана в соответствии с Законом РСФСР «О местном самоуправлении» от 6 июля 1991 года и Указом Президента РСФСР от 22 августа 1991 года. С назначением главы администрации функции исполнительного комитета сельсовета были прекращены, а администрация стала его правопреемником.
С вступлением в силу Федерального закона от 6 октября 2003 года № 131-ФЗ «Об общих принципах организации местного самоуправления», а также на основании постановлений Михайловской районной Думы и главы района от 3 ноября 2005 года, администрация Арчединского сельсовета была ликвидирована 30 декабря 2005 года. Арчединское сельское поселение было образовано в соответствии с Законом Волгоградской области от 30 марта 2005 года № 1036-ОД. Решением от 26 октября 2005 года местная администрация получила официальное наименование «Администрация Арчединского сельского поселения Михайловского муниципального района».
В 2006 году было завершено строительство Успенской церкви.
В соответствии с Законом Волгоградской области от 28 июня 2012 года № 65-ОД Арчединское сельское поселение было объединено с городским округом город Михайловка Волгоградской области.

## Экономика
- ООО «Гелио-Пакс-Агро 4». Предприятие было образовано в мае 2000 года на базе колхоза им. Калинина. Общая площадь землепользования составляет более 17 000 га пашни. По урожайности ООО «Гелио-Пакс-Агро 4» является одним из передовых в районе. В 2022 году валовый сбор сельскохозяйственной продукции в зачетном весе составил 59,71 тысяч тонн.[20]
- ООО «Союз» (пекарня и магазин «Горячий хлеб»). Компания занимается производством хлеба и мучных кондитерских изделий, тортов и пирожных недлительного хранения.[21]
- 4 торговых точки[10]

## Социальная и культурная сфера
- Арчединский Дом культуры
- детсад «Журавушка»
- МБОУ «Арчединская СОШ»
- ГБУЗ «Арчединская участковая больница»
- Успенско-Никольский храм[10]

## Религия
В 1743 году в станице Арчединской была построена деревянная однопрестольная Николаевская церковь, расположенная в южной части поселения, в 200 саженях от места, где позже был возведён каменный двухпрестольный храм. Деревянная церковь сгорела в 1797 году, после чего прихожане, получив благословение Святейшего Синода и епископа Арсения, начали строительство нового каменного храма на собственные средства. Строительство было завершено в 1801 году, а освящение храма состоялось в 1809 году.
Новый каменный храм, освящённый во имя Успения Божией Матери, имел придельный престол во имя святителя и чудотворца Николая. Здание храма и прилегающая к нему каменная колокольня высотой 64 метра были покрыты листовым железом. Храм украшали восемь золочёных глав, а вокруг него была возведена каменная ограда с деревянной решёткой. Среди церковной утвари храма находились ценные предметы, включая Евангелие в серебряном окладе 1716 года, серебряный крест 1773 года и серебряный ковчег 1816 года, подаренный графом В. В. Орловым-Денисовым.
При Успенской церкви действовали два министерских приходских училища — мужское и женское. В 1891 году была открыта церковно-приходская школа, размещавшаяся в помещении церковной караулки.
В 1942 году, по решению председателя сельсовета, Успенская церковь была взорвана. Официально это объяснялось необходимостью лишить немецкую авиацию ориентира для бомбардировок. 
После распада СССР в станице Арчединской был создан новый православный приход. В 2001 году указом митрополита Волгоградского и Камышинского Германа настоятелем прихода был назначен иеромонах Пётр (Ковалёв), насельник Спасо-Преображенского Усть-Медведицкого монастыря. В 2004 году был заложен фундамент новой Успенско-Никольской церкви, а уже в 2005 году в строящемся храме начали проводиться богослужения. Основные строительные работы были завершены в 2006 году.
Для строительства деревянной церкви использовались брёвна, доставленные из Екатеринбурга — города, связанного с трагической судьбой последнего российского императора Николая II, причисленного к лику святых Русской православной церковью за рубежом в 1981 году и Русской православной церковью в России в 2000 году. Позднее из Екатеринбурга были привезены и купола храма.

17 июля 2018 года, в день 100-летия расстрела императора Николая II, его семьи и слуг в Екатеринбурге, в станице Арчединской был установлен бронзовый бюст последнего российского императора. Памятник был изготовлен по проекту скульптора Вячеслава Клыкова.

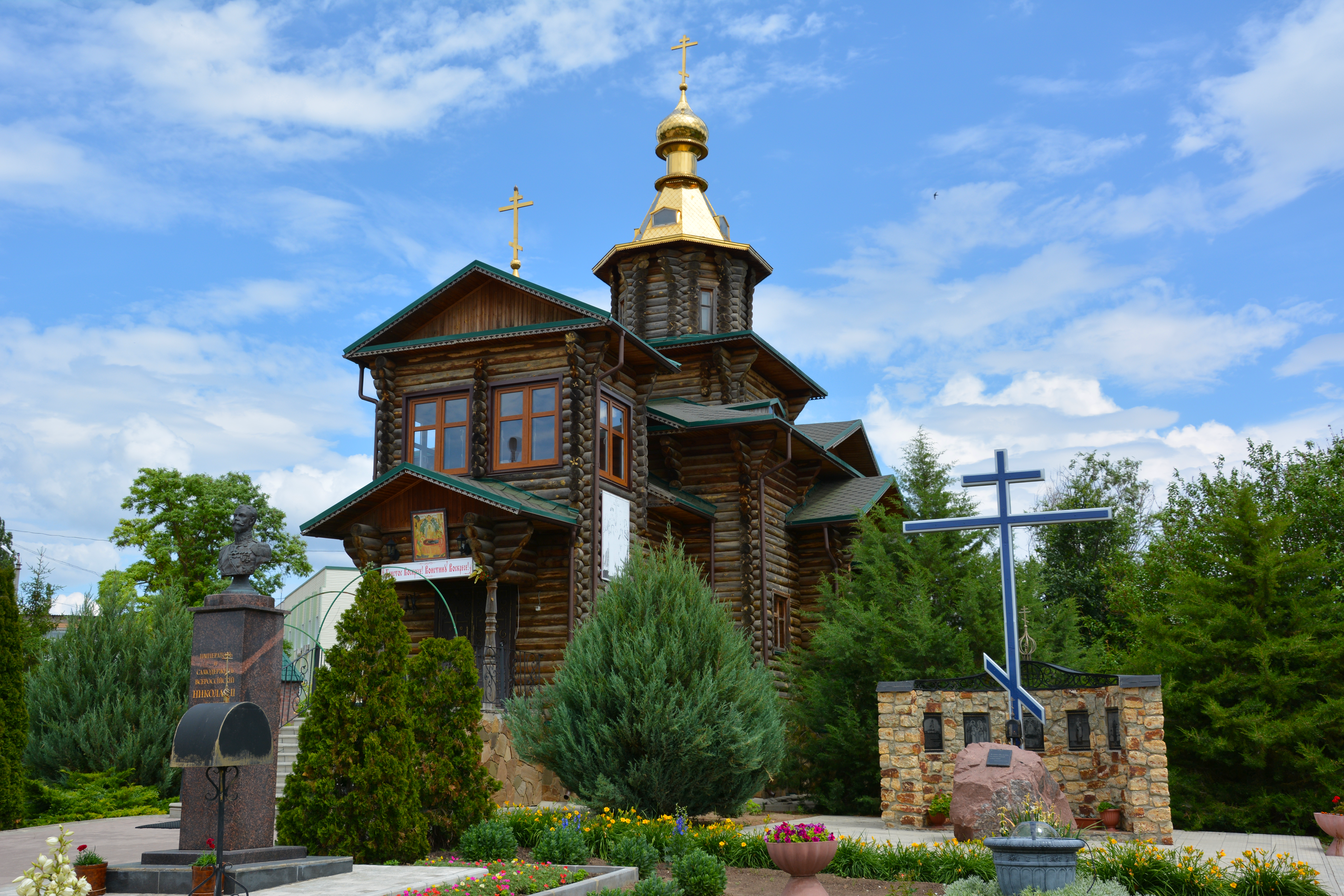
Успенско-Никольская церковь
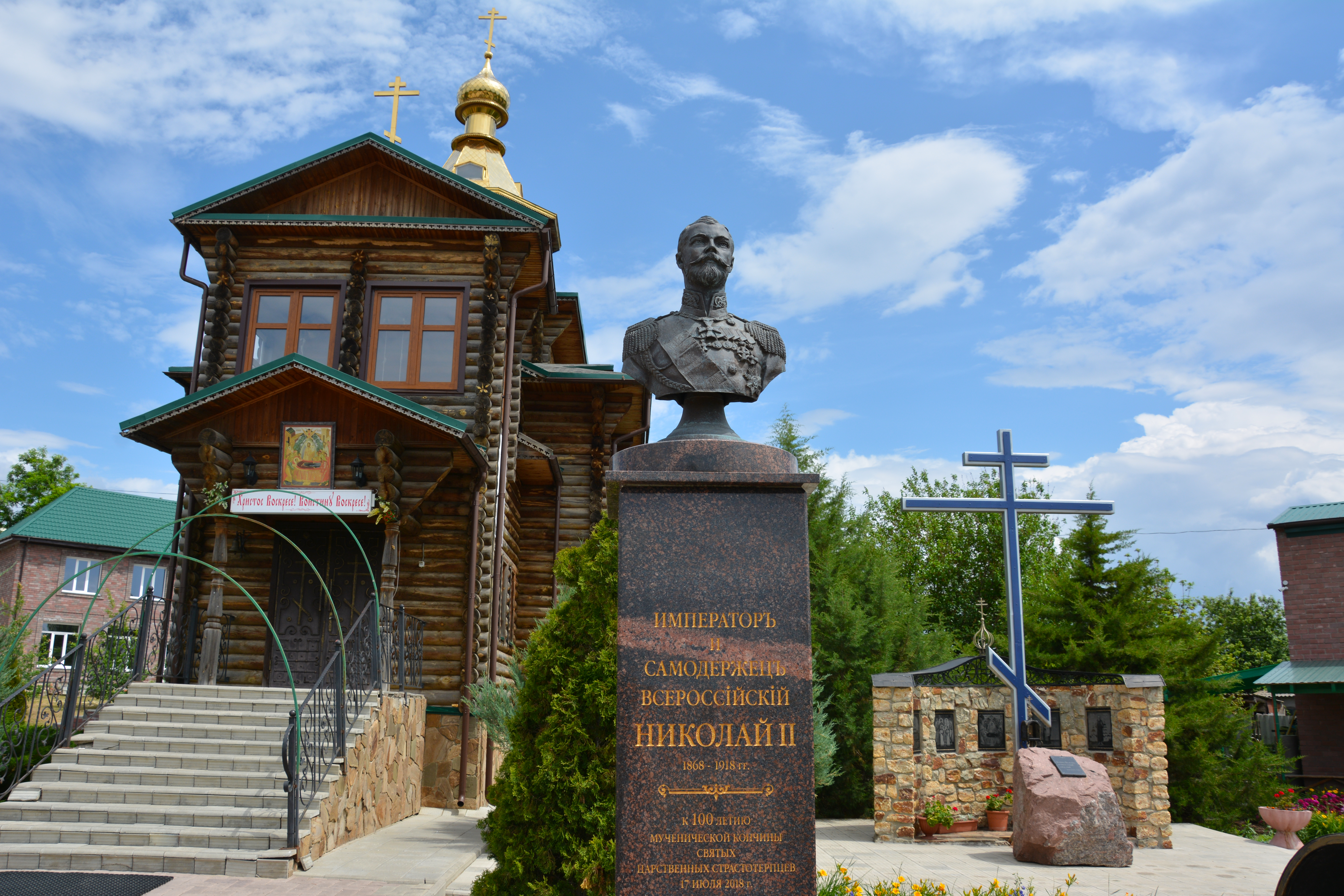
Бюст императора Николая II

## Население
Динамика численности населения по годам:
| 1859 | 1873  | 1897  | 1915  | 2004  | 2010  | 2021  |
| ---- | ----- | ----- | ----- | ----- | ----- | ----- |
| 2869 | ↘2065 | ↗2560 | ↗3111 | ↘1380 | ↘1344 | ↘1142 |

## Известные уроженцы
- Болдырев, Иван Никитович (1928—2006) — Герой Социалистического Труда[31].
- Орефьев-Серебряков, Василий Федорович — майор парагвайской армии, бывший есаул Донского казачьего войска[32][значимость?]
- Бурдина, Вера Ивановна (1958—2024) — поэтесса, автор двенадцати поэтических книг[33]

## Фотогалерея

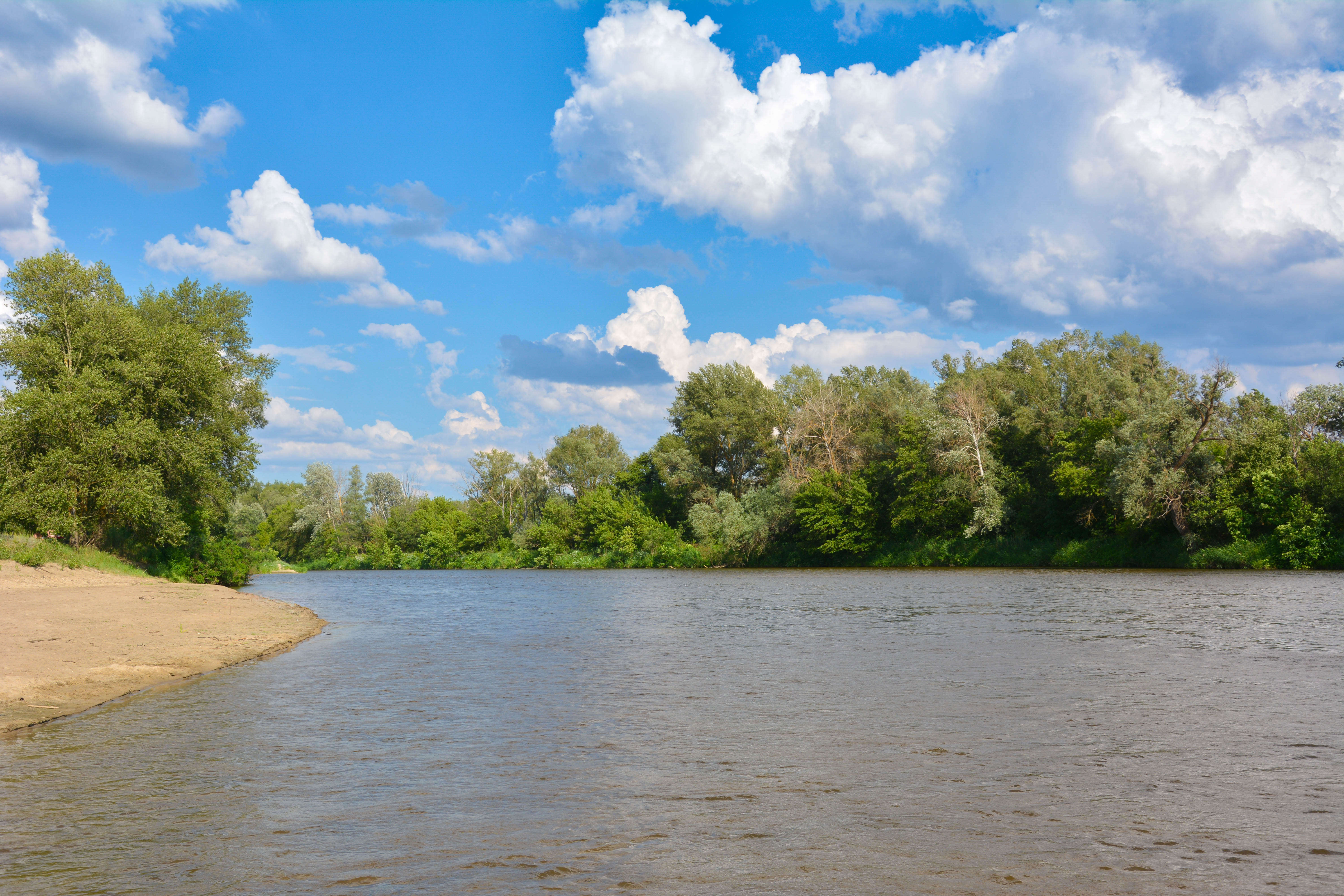
Пляж на реке Медведице рядом с Арчединской
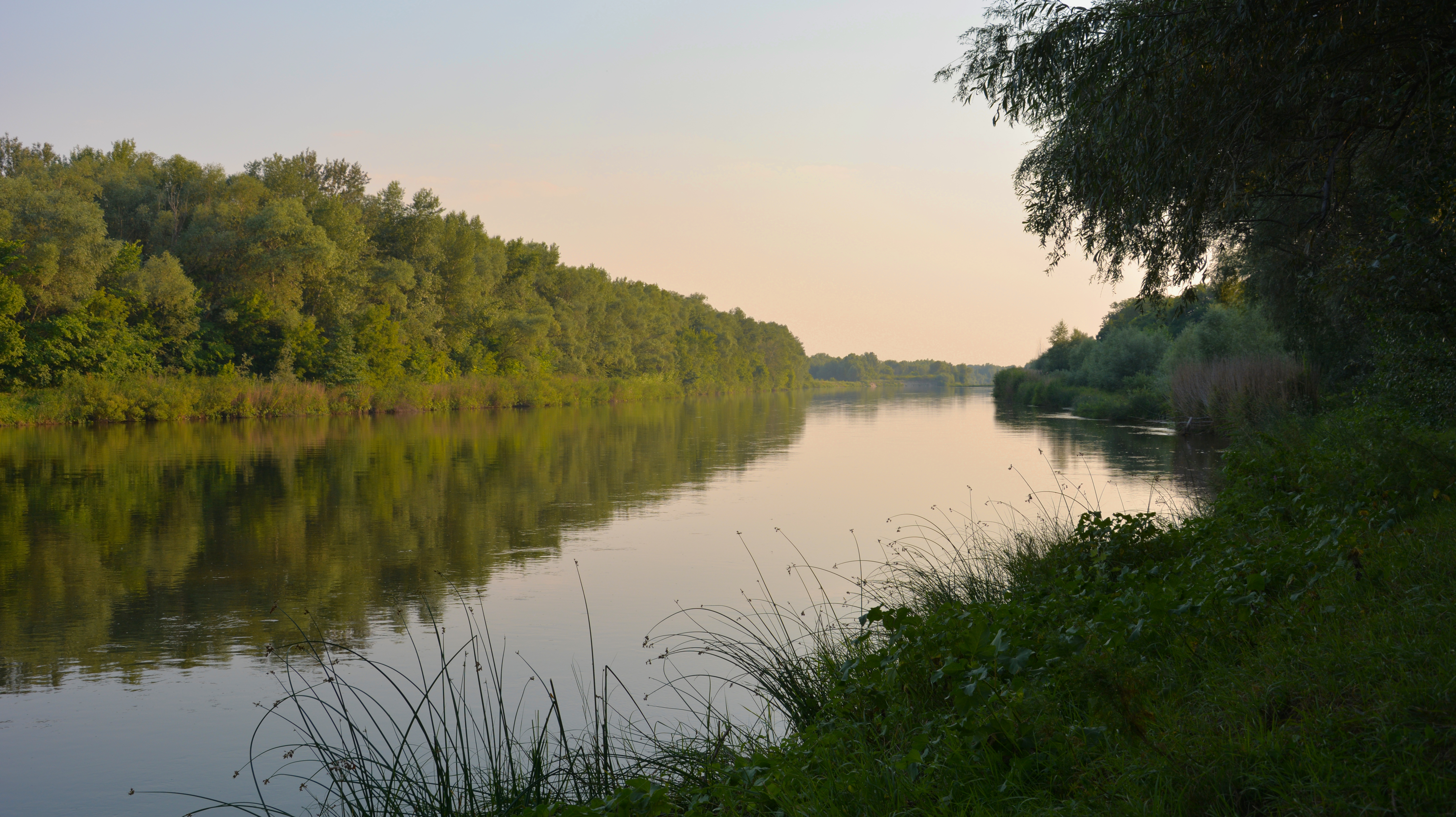
Река Медведица рядом со станицей Арчединской
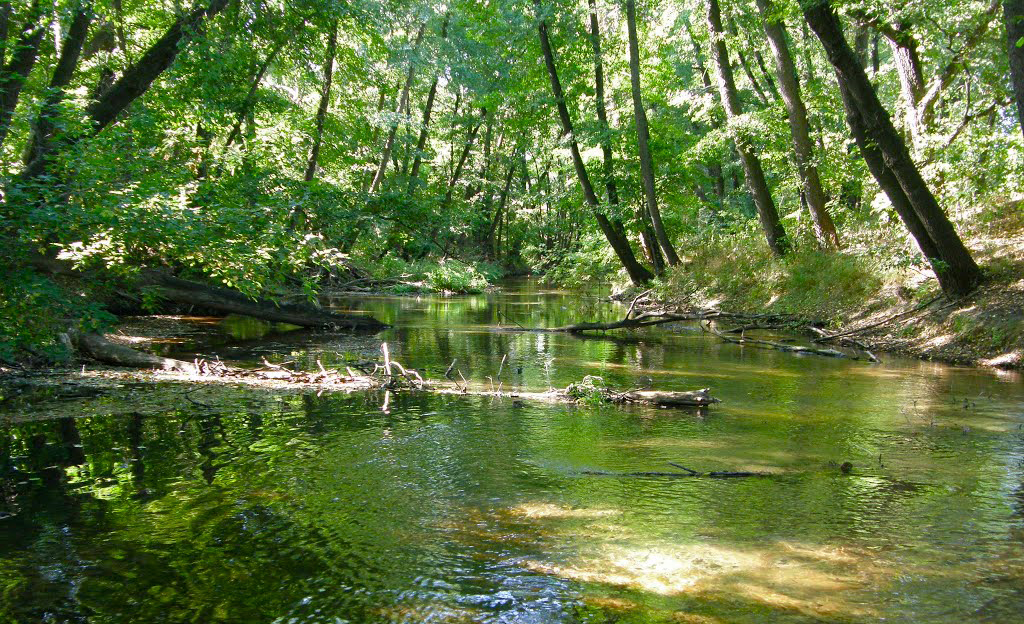
Устье реки Арчеда